# Agrinio

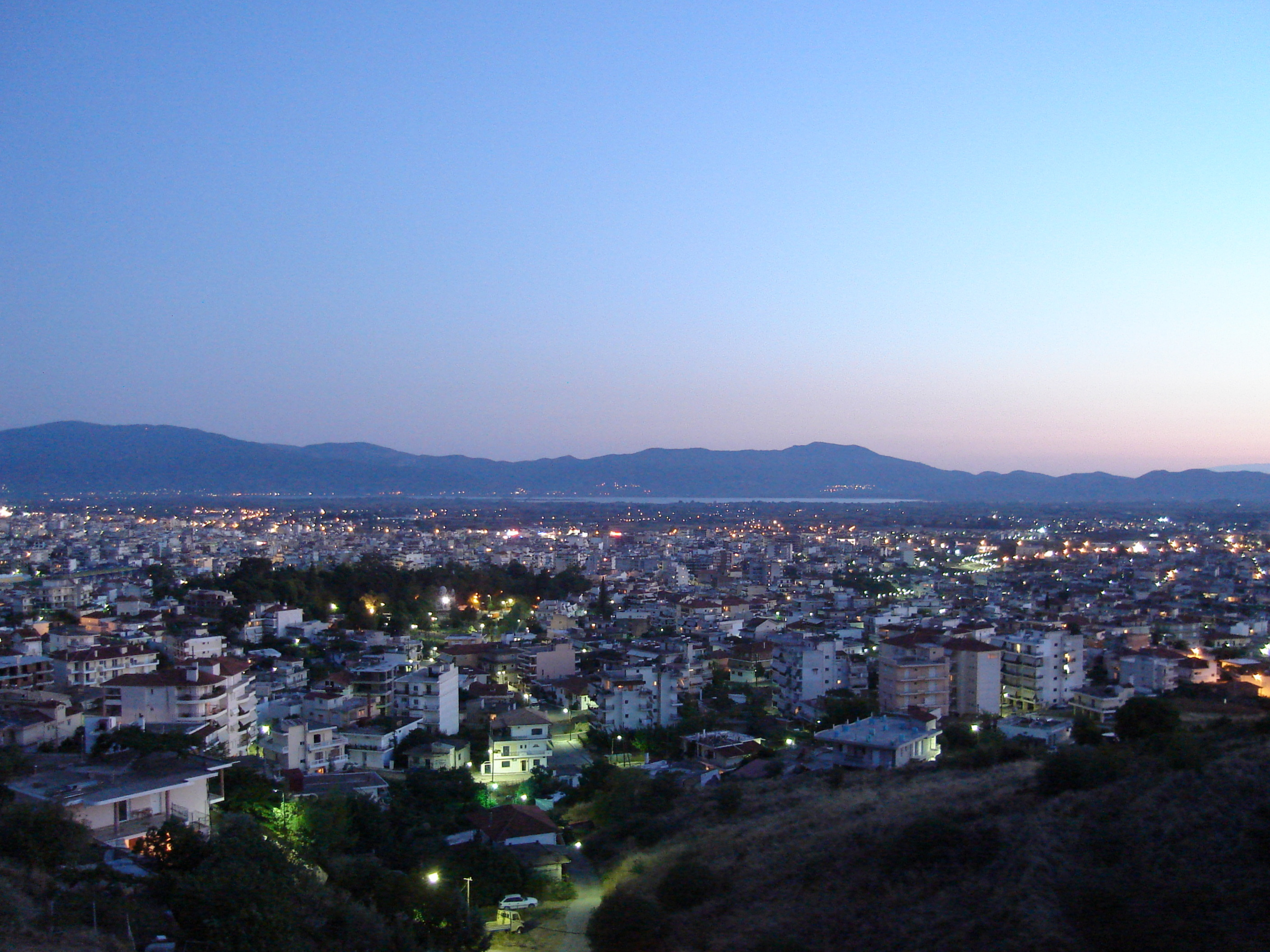
Agrinio am Abend, im Hintergrund der Lysimachia-See

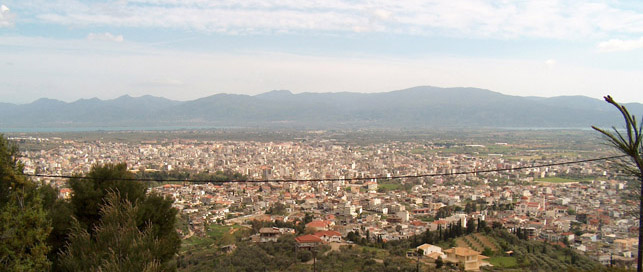
Blick auf Agrinio (Nordwestteil) von Agia Paraskevi aus

Agrinio (griechisch Αγρίνιο [aˈɣrinjɔ] (n. sg.), in der Antike altgriechisch Ἀγρίνιον Agrinion, lateinisch Agrinium) ist nach Patras die zweitgrößte Stadt in der griechischen Region Westgriechenland.

## Geographie
Agrinio liegt in der Ebene der Landschaft Ätolien und wird nördlich vom Kremasta-See, östlich von dessen Abfluss, dem Acheloos begrenzt, der im Nordwesten zum Stratos-Stausee aufgestaut ist. Im Gemeindebezirk Stratos greift das Gemeindegebiet westlich über den Achellos hinaus und reicht bis an den Ozeros-See. Die Nachbargemeinden sind Amfilochia im Norden und Xiromero im Westen. Im Nordosten bildet der Gebirgsstock des Panetoliko die Grenze nach Mittelgriechenland. Das Gebiet der Gemeinde reicht weit nach Osten, es umfasst über die Hälfte des Trichonida-Sees und grenzt hier an die Gemeinden Thermo und Nafpaktia. Im Süden grenzt jenseits des Lysimachia-Sees die Gemeinde Mesolongi an Agrinio, in der sich der Acheloos zu seinem Delta verzweigt – einen Zugang zum Meer hat das Gemeindegebiet Agrinios nicht.
Das Stadtgebiet von Arginio ist eben bis hügelig. Lediglich die nördlichen und östlichen Stadtbezirke schmiegen sich den Hängen des Panetoliko an. Das gesamte Gebiet um Agrinio wird intensiv landwirtschaftlich genutzt; das System der Stauseen des Acheloos und seiner Nebenflüsse dient auch zur Bewässerung der Agrarflächen.

## Geschichte
Der Mythologie zufolge wurde Agrinion von König Agrio aus dem Stamm der Ätolier gegründet. 314 v. Chr. wurde es vom makedonischen König Kassander zerstört. Offensichtlich während der osmanischen Herrschaft über Griechenland wurde die Stadt etwa 3 km südwestlich des antiken Orts neu gegründet; sie trug zu dieser Zeit den Namen Vrachori (griechisch Βραχώρι bzw. Imbrahoar). Während dieser Epoche siedelten viele Osmanen in der Stadt. Zu Beginn des 18. Jahrhunderts wurde das heutige Agrinio Hauptstadt eines Sandschaks. 1821 beteiligten sich Bewohner von Agrinio an den Kämpfen im Rahmen des griechischen Unabhängigkeitskrieges und konnten die Stadt erstmals am 11. Juni 1821 unter griechische Kontrolle bringen. Nach zwischenzeitlicher Rückeroberung durch die Osmanen wurde Agrinio 1832 endgültig Griechenland zugeschlagen, wobei zugleich der antike Name Agrinio wieder in Gebrauch kam.
Ende des 19. und Anfang des 20. Jahrhunderts nahm Agrinio durch den Anbau von Tabak einen wirtschaftlichen Aufschwung. Bekannte griechische Familien mit Verbindung zum Tabakanbau und -herstellung wie Papastratos, Papapetros und Paganopoulos unterhielten Lagerhallen und Fabriken zur Herstellung von Rauchtabak in und um Agrinio. 1922 kamen nach der griechischen Niederlage im Griechisch-Türkischen Krieg auch Flüchtlinge aus Kleinasien im Rahmen des sogenannten „Bevölkerungsaustausches“ nach Agrinio und siedelten sich im Gebiet von Agios Konstatinos an. Auch Einwohner aus Epirus und Evrytania zogen nach Agrinio.

## Gemeindegliederung
→ Verwaltungsgliederung der Gemeinde Agrinio
Agrinio erhielt 1912 den Status einer Landgemeinde (kinotita) und wurde bereits 1923 zur Stadtgemeinde (dimos) erhoben. Kontinuierlich wuchs die Gemeinde durch Eingemeindungen umliegender Dörfer. Die letzte Erweiterung ergab sich aus dem Kallikratis-Programm 2010, als neun Umlandgemeinden in der Gemeinde aufgingen. Seither gliedert sich Agrinio in zehn Gemeindebezirke (entsprechend den Gemeinden bis 2010), diese wiederum in 50 Ortschaften (entsprechend den Gemeinden vor der Gemeindereform 1997). Die Ortschaften werden durch lokale Räte vertreten, sieben von ihnen haben über 2000 Einwohner und werden als dimotiki enotita eingestuft, die übrigen als topiki kinotita. Das Ergebnis der Volkszählung 2001 weist für das Gemeindegebiet neben der Kernstadt Agrinio selbst 176 bewohnte Siedlungen und Wohnplätze aus.

## Verkehr

### Straßenverkehr
Agrinio ist ein wichtiger Verkehrsknotenpunkt insbesondere im Straßenverkehr. Die Nationalstraße 5 durchquert Agrinio von Norden her kommend (Igoumenitsa, Prevesa, Ioannina, Arta) nach Süden hin (Messolongi, Patras, Nafplio). Die Nationalstraße 5 ist zugleich die Europastraße 55 bzw. die Europastraße 951. Die Nationalstraße 38 führt von Agrinio aus nach Osten bzw. Nordosten entlang der West- und Nordflanke des Panetoliko-Massivs nach Lamia über Karpenissi und Makrakomi. Diese Nationalstraße ist zugleich die Europastraße 952. In den nächsten Jahren wird durch den Bau der Autobahn 5 (Ionia Odos) Agrinio eine Autobahnumgehung und zugleich einen Anschluss an das wachsende griechische Autobahnnetz erhalten.

### Flugplatz
Agrinio verfügt im Südwesten der Stadt über einen Militärflugplatz ( IATA: AGQ, ICAO: LGAG), der auch zivil genutzt wurde. Die asphaltierte Start- und Landebahn mit einer Ausrichtung von 09/27 ist 3.010 m lang und 30 m breit. Der Militärflugplatz liegt auf einer Höhe von 47 m (154 ft) über dem Meeresspiegel. Die Griechischen Luftstreitkräfte verlagerten Mitte der 2010er Jahre die Flugzeuge und das Personal zum Flughafen Aktio.
Der alte geschlossene Flughafen () liegt etwa 2,5 Kilometer von Militärflugplatz Agrinio entfernt. Die asphaltierte Start- und Landebahn mit einer Ausrichtung von 14/32 ist 1.260 m lang und 30 m breit.

### Schiene
Von 1890 bis 1970 war Agrinio der nördliche Endpunkt der schmalspurigen griechischen Nordwestbahn. Sie führte über 61 km zum Hafen von Kryoneri am Golf von Korinth von wo aus ein Trajekt nach Patras verkehrte. 1970 wurde die Strecke stillgelegt. Ab 1996 wurde die Strecke ganz oder abschnittweise wieder in Stand gesetzt, Arbeiten die 2004 aber eingestellt wurden, ohne dass es zur Wiederaufnahme des Betriebs gekommen wäre. Zeitweilig gab es Planungen, die Strecke im Rahmen der Transeuropäischen Netze in Normalspur auszubauen und bis Ioannina zu verlängern.

## Sehenswürdigkeiten

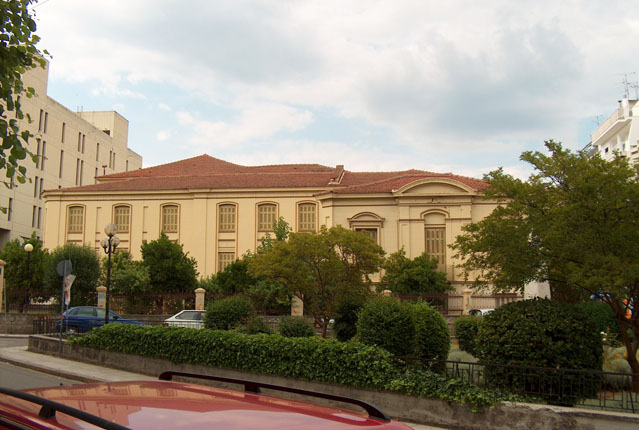
Papastratos Tabak-Lagerhaus in Agrinio

- die erhaltenen Tabaklagerhallen der Firma Papastratos
- der öffentliche Park Papastrateio
- das archäologische Museum
- das ethnologische Museum
- die öffentliche Bibliothek Papastrateio
- die Kirche Agia Triada des Maurika aus dem 8. bis 9. Jahrhundert
- das antike Stratos
- der Kremasta-Stausee (über Nationalstraße 38)
- der Stratos-Stausee
- der Kastrakio-Stausee (über Nationalstraße 38)

## Persönlichkeiten
- Efstratios Apostolakis (* 1964), Fußballspieler
- Panagiotis Danglis, General und Politiker
- Konstantinos Domadis, Schriftsteller
- Christos Garoufalis, Maler
- Georgios Kalamidas (1944–2022), Präsident des Areopag
- Paraskevi Kantza (* 1976), Para-Leichtahtletin und -Radfahrerin
- Aristidis Moschos, Musiker
- Evangelos Papastratos, Tabakfabrikant
- Georgios Zaravinas, Handballspieler
- Aristovoulos Kois, Kommandant